# Frau im Wind am Meer
Frau im Wind am Meer ist der Bildtitel eines Gemäldes von Franz Marc (1880–1916). Es gehört zu den Frühwerken des Malers und ist Bestandteil der Bayerischen Staatsgemäldesammlungen.

## Geschichte
Marc reiste 1907 nach Paris. Dort lernte er mit Werken von Van Gogh und Gauguin den Post-Impressionismus kennen und war davon begeistert. Nach seiner Rückkehr nach München setzte er seine Erfahrungen in der Malerei um. Das ist auch in dem im Herbst 1907 entstandenen Bild zu spüren. Es entstand in Swinemünde an der Ostsee, wohin Marc mit seiner ersten Frau Marie Schnür gefahren war, um ihre Familie zu besuchen.
1985 erwarben die Bayerischen Staatsgemäldesammlungen das Bild aus dem Nachlass von Maria Marc. Es hängt als Dauerleihgabe im Franz Marc Museum in Kochel am See.

## Beschreibung
Das Gemälde ist 24,8 cm hoch und 15,8 cm breit. Es wurde mit Ölfarbe auf Papier gemalt.
Das Bild zeigt Marcs Frau ganz in grün gekleidet bei einem Spaziergang am Meer. Sie kämpft gegen den Wind an und hält ihren Hut fest.
Der Sandstrand, die Wellen des Meeres und die gegen den Wind ankämpfende Gestalt der Frau sind mit wenigen kräftigen, stark kontrastierenden Farben dargestellt.